# Sainte-Geneviève-sur-Argence
Sainte-Geneviève-sur-Argence korábbi község Franciaország Okcitánia régiójában, Aveyron megyében. Lakosainak száma 972 fő (2018. január 1.). Sainte-Geneviève-sur-Argence Brommat, Cantoin, Graissac, Saint-Symphorien-de-Thénières és Thérondels községekkel határos.
2016. január 1-jén öt másik korábbi községgel egyesült és az így létrejött Argences en Aubrac új község része lett.

## Népesség
A település népessége az elmúlt években az alábbi módon változott:
| Lakosok száma | 1181 | 1145 | 1174 | 1143 | 1020 | 1011 | 977  | 962  | 986  | 972  |
|               | 1962 | 1968 | 1982 | 1990 | 2006 | 2008 | 2013 | 2015 | 2017 | 2018 |